# Budismo en China
El budismo en China se refiere al budismo tal y como se ha desarrollado y practicado en China, dependiendo de la ubicación geográfica y la región administrativa más que de la rama budista en particular. El budismo es la mayor religión reconocida oficialmente así como la más prevalente en China. Según estimaciones de 2023 hay unos 470 millones de budistas en China, lo que constituye aproximadamente el 33,4% de los 1 400 millones de habitantes del país. Tres ramas principales del budismo son practicadas en China: el budismo Han o chino, el budismo tibetano y el budismo theravada. El budismo chino también desarrolló varias tradiciones únicas de pensamiento y práctica budistas, entre ellas el Tiantai, el Huayan, el budismo Chán y el budismo de la Tierra Pura.
No hay consenso definitivo respecto a en qué momento el budismo se introdujo por primera vez en China, pero se cree en general que esto ocurrió alrededor de la época de la dinastía Han.

## Descripción general

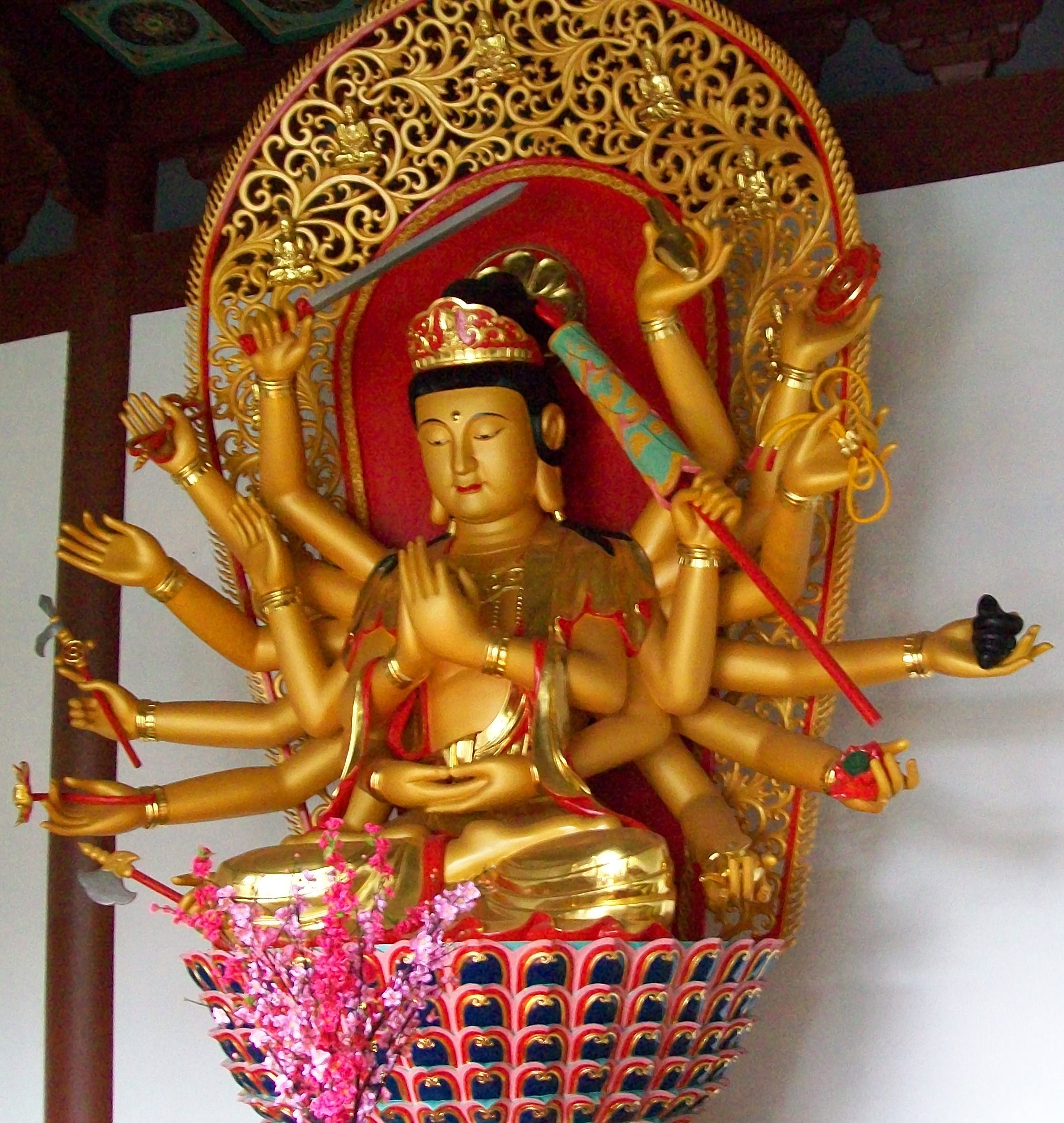
Estatua del boddhisatva Cundī en el templo Lingyin en Hangzhou, Zhejiang. Cundi es la versión de Guanyin de los Misterios de Tang.

Como la religión oficialmente reconocida más grande de China, los budistas constituyen entre 4 y 33 % de la población del país, dependiendo de la medición empleada y de si se basa en encuestas que indagan sobre la afiliación formal al budismo o sobre creencias y prácticas budistas. Como es el caso con el taoísmo y la religión tradicional en China, las estimaciones del tamaño de la población budista en China se ven complicadas porque los límites entre el budismo y otras religiones tradicionales chinas no siempre son claras.
La rama budista más grande en China es el budismo Han, o budismo chino, que constituye la inmensa mayoría de los budistas del país, según el número de templos registrados. El budismo tibetano y el theravada, por su parte, son practicados principalmente por minorías étnicas de China que viven en las regiones de la meseta tibetana, Mongolia Interior o las regiones meridionales fronterizas con Birmania y Laos, si bien existen otras formas de budismo practicadas por números menores de personas en China.
Con el establecimiento de la República Popular China en 1949, las religiones fueron puestas bajo el control gubernamental. La Asociación Budista de China (en chino: 中国佛教协会, pinyin: zhōng guó fó jiào xié huì), el órgano oficial de supervisión gubernamental del budismo en la República Popular China, fue fundada en 1953. Durante la Revolución Cultural, el budismo fue suprimido y se cerraron o destruyeron templos. Tales restricciones duraron hasta las reformas de la década de 1980, cuando el budismo empezó a recuperar popularidad así como su lugar como la mayor religión organizada del país.

## Formas de budismo

### Budismo chino o Han
El budismo fue introducido en China por parte de poblaciones occidentales vecinas durante la dinastía Han, alrededor del siglo I, y gracias a las primeras traducciones al chino de textos budistas del sánscrito clásico por parte del misionero An Shigao. El budismo ganó gran popularidad entre chinos de todos los sectores sociales, siendo admirado por la gente del común a la vez que patrocinado por emperadores de ciertas dinastías. La expansión del budismo en China alcanzó su apogeo durante la dinastía Tang, en los siglos VIII y IX, momento para el cual los monasterios budistas habían ganado enormes riquezas y poder. De hecho, las riquezas de las instituciones budistas consituyeron una de las razones prácticas por las que los emperadores Tang decidieron decretar una ola de persecuciones contra el budismo (la razón nominal era que el budismo era una «religión extranjera»), comenzando con la Gran persecución antibudista (845) del emperador Wuzong, durante la cual se destruyeron muchos monasterios y se redujo enormemente la influencia de la religión en China. No obstante, el budismo sobrevivió a las persecuciones y recuperó un lugar en la sociedad china a lo largo de los siglos que siguieron.
Al difundirse en China, el budismo tuvo que interactuar con religiones indígenas, particularmente el taoísmo. Tal interacción dio lugar a escuelas budistas excepcionalmente chinas han (en chino: 汉传佛教, pinyin: Hanchuán Fójiao). Considerado originalmente como una suerte de «taoísmo extranjero» o «taoísmo bárbaro», las escrituras sagradas budistas fueron traducidas al chino utilizando el vocabulario taoísta, una práctica denominada ko-i, «hacer coincidir los conceptos». El budismo chan en particular, que comenzó a tomar forma como una escuela distinta hacia el siglo VI, fue moldeado por el taoísmo, llevando a una  desconfianza hacia las escrituras sagradas e incluso hacia el lenguaje, así como perspectivas típicas taoístas centradas en «esta vida», este «momento» y prácticas dedicadas. : 68, 70–73, 167–168 A lo largo del período Tang, el taoísmo mismo desarrolló elementos tomados del budismo, incluyendo el monacato, el vegetarianismo, la abstinencia de bebidas alcohólicas y la doctrina del vacío. Durante el mismo período, el budismo Chán creció hasta convertirse en la secta más grande del budismo chino. : 166–167, 169–172 
El budismo no fue bien recibido de manera universal, especialmente entre la nobleza. Las enseñanzas del Buda parecían ajenas y amorales a las conservadoras sensibilidades confucianas. : 189–190, 268–269  El confucianismo promovía la estabilidad social, el orden, familias fuertes y una vida práctica, y los funcionarios chinos cuestionaron de qué manera el monacato y el logro personal del Nirvana eran beneficiosos para el imperio. No obstante, el budismo y el confucianismo se reconciliaron con el tiempo tras siglos de conflicto y asimilación.
El budismo chino también desarrolló varias tradiciones únicas de pensamiento y práctica budistas, entre ellas el Tiantai, el Huayan, el budismo Chán y el budismo de la Tierra Pura. En la China contemporánea, las formas más populares del budismo chino son las escuelas del budismo de la Tierra Pura y el budismo chán. El budismo de la Tierra Pura es muy asequible para la gente del común, en tanto que en su doctrina incluso practicantes laicos pueden escapar del ciclo de muerte y renacimiento. El propósito de los fieles de esta popular forma de budismo es el de poder renacer en la Tierra Pura, que se trata de un lugar más que de un estado mental. En las décadas de 2000 y 2010, la influencia del budismo chino se ha evidenciado por medio de la construcción de estatuas, pagodas y templos de gran escala, entre ellos el Buda del Templo del Manantial, la segunda estatua más alta del mundo. Asimismo, muchos templos en China afirman preservar reliquias del Buda Gautama.
El resurgimiento del budismo chino en el siglo XXI también sido testigo del desarrollo del movimiento budista humanista, reintroducido desde Taiwán y comunidades chinas de la diáspora, con organizaciones como el Cíjì (en chino: 慈济; lit. Fundación Benéfica de Ayuda Compasiva Budista), que ha estado trabajando en China continental desde 1991 y que abrió su sede continental en la década de 2010 en la ciudad de Suzhou.

### Budismo tibetano
Las escuelas budistas que surgieron en el ámbito cultural del Tíbet (en chino: 藏传佛教, pinyin: Zàngchuán Fójiào o 喇嘛教 pinyin: Lǎmajiào, «lamaísmo») también tiene una influencia a lo largo de la China que se remonta a interacciones históricas de los chinos Han con poblaciones vecinas. El budismo tibetano y su clero, los lamas, fueron introducidos en China propiamente dicha desde el siglo VII, siendo su énfasis en la acción ritual un elemento compartido con el taoísmo. El budismo tibetano se extendió significativamente mucho después, a través de la influencia tibetana en el oeste, y de los mongoles y manchúes en el norte, en particular durante las dinastías que estos establecieron en China, es decir, las dinastías Yuan y Qing.
En la actualidad, el budismo tibetano es la religión dominante en la región autónoma del Tíbet, entre los tibetanos de la provincia de Qinghai y otras provincias, y tiene una presencia histórica y significativa en Mongolia Interior (donde el nombre tradicional de la religión es Burkhany Shashin, «religión de Buda», o Shira-in Shashin, la «religión amarilla», en chino: 黄教, pinyin: Huángjiào).  Hay muchos templos budistas tibetanos hasta el noreste de China, siendo un ejemplo el Templo de Yonghe en Pekín.
Hay gran controversia respecto a la jerarquía budista tibetana, específicamente en lo que toca a la sucesión de Tenzin Gyatso, el decimocuarto dalái lama (líder espiritual de la escuela Gelug, la principal escuela del budismo tibetano), quien, antes de huir de China durante el levantamiento tibetano de 1959, tenía pleno poder político en el Tíbet. El Panchen Lama, el jerarca tibetano a cargo de la designación del futuro sucesor del dalái lama, es motivo de controversia entre el gobierno chino y Tenzin Gyatso. El actual undécimo Panchen Lama, Gedhun Choekyi Nyima, fue reconocido por el decimocuarto dalái lama el 14 de mayo de 1995. Tres días después, el Panchen Lama, de seis años, fue secuestrado por el gobierno de la República Popular China y su familia fue detenida. En su lugar, el gobierno chino nombró a Gyaincain Norbu como undécimo Panchen Lama. Su nominación ha sido ampliamente rechazada por los budistas del Tíbet y del extranjero, mientras que los gobiernos han solicitado información sobre el genuino Panchen Lama y su liberación. Gedhun Choekyi Nyima no ha sido visto en público desde 1995.
Con la liberalización de las religiones en China en la década de 1980, ha ocurrido un creciente movimiento de adopción de la escuela Gelug y otras escuelas budistas de origen tibetano por parte de los chinos Han. Tal movimiento se ha visto favorecido por el proselitismo de lamas tibetanos de habla china a lo largo de todo el país.

### Budismo Theravada
El budismo theravada es una importante forma de budismo, principalmente practicada en el sudeste asiático, pero también entre algunos grupos étnicos minoritarios en el suroeste de China, en particular en la provincia de Yunnan. El budismo theravada se extendió desde Birmania hasta las actuales prefecturas de Xishuangbanna, Dehong, Simao, Lincang y Baoshan, todas en Yunnan, durante los siglos VI y VII. En la actualidad, el budismo theravada es popular entre los Dai, así como entre los grupos étnicos Palaung, Blang, Achang y Jingpo.
El primer templo budista en la provincia de Yunnan, el templo Wabajie en Xishuangbanna, fue construido en el año 615. A partir del siglo XII, la influencia theravada en la región empezó a crecer proveniente de Tailandia. Los tailandeses empezaron a llevar copias del canon pali a Yunnan, a traducir las sagradas escrituras y a construir templos nuevos. Las personas que habitan Yunnan, donde el budismo theravada está muy extendido, siguen normas similares a las de los budistas tailandeses, y su budismo se entremezcla a menudo con creencias populares locales. Si bien el budismo theravada fue víctima de persecución durante la Revolución Cultural, fue revivido tras la década de 1980.

### Budismo Vajrayana

Academia Budista Larung Gar en Sêrtar, Garzê, Sichuan. Fundada en la década de 1980, es actualmente la institución monástica más grande del mundo, con alrededor de 40 000 miembros de los cuales son Han.

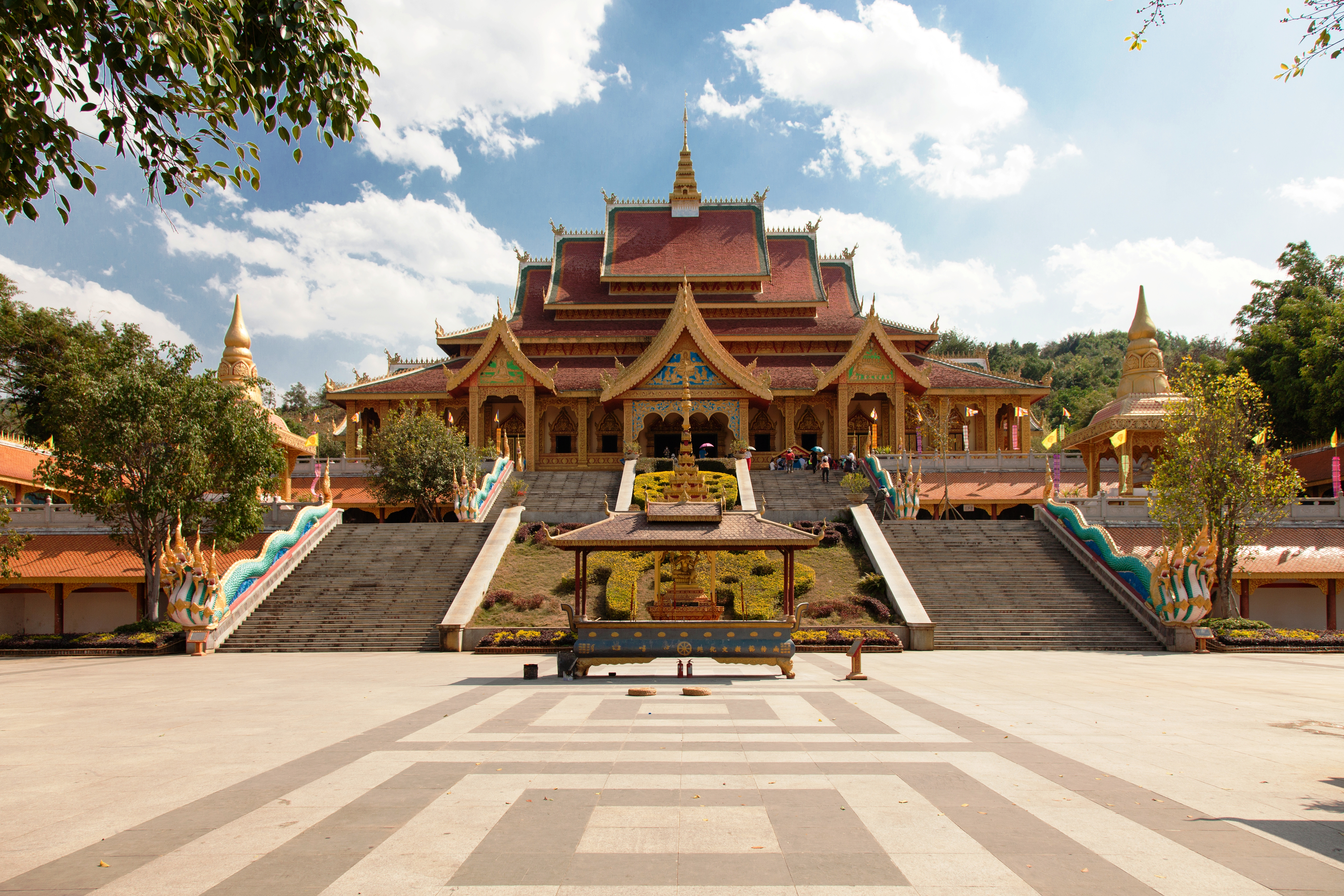
Templo Mengle, templo Theravada en Jinghong, Xishuangbanna, Yunnan.

Además del budismo tibetano y las corrientes vajrayana que se encuentran dentro del budismo chino, el budismo vajrayana es practicado en la China en otras formas. Por ejemplo, el llamado azhaliismo (en chino:阿吒力教, pinyin: Āzhālìjiào) es una religión budista vajrayana practicada entre los Bai.
La corriente vajrayana del budismo chino es conocida como Tangmi (en chino: 唐密, lit. «Misterios Tang»), tal y como floreció en China durante la dinastía Tang (618-907) justo antes de la gran supresión del budismo por órdenes imperiales. Otro nombre para este conjunto de tradiciones es el de «transmisión china Han de la tradición esotérica (o misteriosa)» (en chino: 汉传密宗, pinyin: Hànchuán Mìzōng, donde Mizong es el término chino para Vajrayana). El Tangmi, junto con la tradición religiosa más amplia del tantra (en chino: 怛特罗, pinyin: Dátèluō o 怛特罗密教, pinyin: Dátèluó mìjiào, y que puede incluir formas de religión hindú) : 3  ha experimentado una revitalización a partir de la década de 1980 junto con el resurgimiento general del budismo.
La puerta de la flor escondida (en chino: 华藏宗门, pinyin: Huácáng Zōngmén) y la Tradición del Verdadero Despertar (en chino: 真佛宗, pinyin: Zhēnfó Zōng) son dos nuevos movimientos chinos Han dentro del budismo vajrayana, y se encuentran entre las sectas budistas que han sido oficialmente proscritas como malévolas por el gobierno.

### Budismo japonés

#### Budismo Shin
A partir de la década de 1890 y hasta el final de la segunda guerra sino-japonesa en 1945, la organización Hompa Hongan-ji-ha del Jōdo Shinshū (浄土真宗, じょうどしんしゅう, lit., budismo de la Tierra Pura; en chino: 淨土真宗, pinyin: Jìngtǔ Zhēnzōng, «Verdadera Tradición de la Tierra Pura»), o budismo Shin («Budismo Verdadero»), que es una variante japonesa del budismo de la Tierra Pura, llevó a cabo actividades misioneras en todo Asia oriental, incluyendo Manchuria, Taiwán y China propiamente dicha. Con la rendición incondicional de Japón al final de la guerra, tales misiones fueron clausuradas. : 28 
A partir de la década de 1990 se evidenció un renacimiento del budismo Shin entre los chinos, que ha asumido un carácter formal con la fundación del Fǎléi Niànfóhuì de Hong Kong (en chino: 香港法雷念佛会)  en 2000, : 37 seguido por el Fǎléi Niànfóhuì de Fuzhou (en chino: 福州法雷念佛会) fundado en 2006 y el Fǎléi Niànfóhuì de Shaanxi (en chino: 陕西法雷念佛会) fundado en 2010. : 39–40 También hay grupos budistas Shin en las provincias de Henan, Zhejiang, Mongolia Interior, Yunnan y otras. : 39–40 
El crecimiento del budismo Shin en China ha sido objeto de críticas por razones culturales, históricas y doctrinales. : 40  Las críticas culturales apuntan al hecho de que clérigos budistas Shin tienen permitido casarse y comer carne; no obstante, los grupos budistas Shin chinos modernos tienden a seguir las normas de celibato y vegetarianismo del budismo chino. : 40–41 Respecto a las críticas históricas, estas tienen que ver con los vínculos que el Jodo Shinshu tuvo con el militarismo y el colonialismo japonés antes de 1945. : 41–42  Con respecto a los aspectos doctrinales, las críticas se basan en la atribución de «falta de filialidad» al budismo Shin, en tanto no fue influenciado por la religión popular china como en el caso del budismo chino, y por lo tanto no tiene prácticas firmemente establecidas de culto a los antepasados. : 42 

#### Budismo Nichiren
El budismo nichiren, una denominación de la religión budista que fue fundada por Nichiren en Japón en el siglo XIII, se ha estado expandiendo en China en el siglo XXI en la forma de la Soka Gakkai (en japonés: 創価学会 ; en chino: 创价学会 pinyin: Chuangjià xuéhuì). El budismo nichiren fue fundado por el monje Nichiren (1222-1282), quien elaboró sus enseñanzas sobre el «Sutra del Loto» aspirando a reformar el budismo. El budismo nichiren promete un alivio inmediato de los problemas cotidianos así como beneficios mundanos. La sociedad Soka Gakkai ha llevado a cabo esfuerzos misioneros en China, ayudada en parte por la buena relación que ha establecido con el gobierno chino. Ha habido visitas mutuas de delegaciones de la Soka Gakkai japonesa y del gobierno y la clase intelectual china, por lo que la sociedad ha sido calificada de «amiga íntima del gobierno chino». Los miembros de la Soka Gakkai en China están organizados en la forma de iglesia casera, ya que «se reúnen tranquilamente en pequeños grupos en las casas de otros miembros», con escasa interferencia del gobierno.

## Demografía
Para 2023, alrededor de 470 millones de personas (aproximadamente el 33,4% de la población total de China), se identificaban como budistas.  De acuerdo con estudios publicados en 2023, que compilan análisis demográficos confiables llevados a cabo a lo largo de la década de 2010 y comienzos de la de 2020, el 70% de la población china cree o practica la religión popular china; entre ellos, con un enfoque de no exclusividad, un 33,4% puede identificarse como budistas, un 19,6% como taoístas y un 17,7% como seguidores de otros tipos de religión popular. Respecto al resto de la población, 25,2% se declaran totalmente no creyentes o ateos, 2,5% son seguidores del cristianismo y el 1,6% son seguidores del islam.